# Mehrphasenströmung

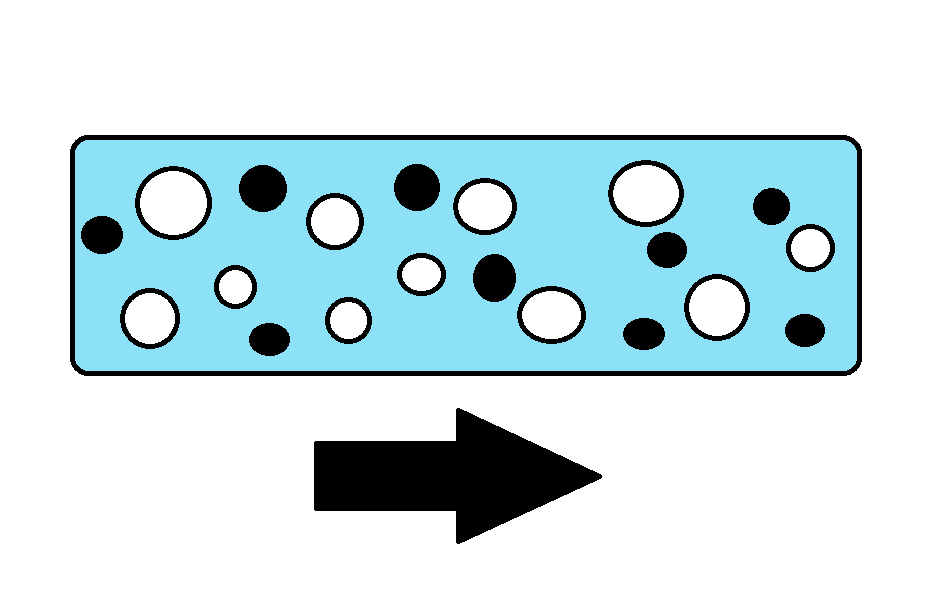
Schema einer Mehrphasenströmung.
In Wasser (blau), sind Öl (schwarz) und Gas (weiß) dispers verteilt.

Mehrphasenströmung bezeichnet in der Strömungsmechanik die Strömung eines Gemischs aus mehreren Phasen.
Bei der Einphasenströmung (klassische Strömungsmechanik) wird nur ein Fluid (z. B. Wasser) betrachtet, bei Mehrphasenströmungen betrachtet man Ströme aus verschiedenen Stoffen, z. B. Wasser und Öl, bzw. allgemein mehrere verschiedene Fluide oder Kombinationen aus Gasen, Flüssigkeiten und Feststoffen.
Eine Zweiphasenströmung besteht aus einem Gemisch aus zwei Phasen. Dabei handelt es sich meist um eine flüssige und eine gasförmige Phase.
Grundsätzlich unterscheidet man zwischen einer Einkomponenten-Zweiphasenströmung, hier wäre eine wichtige Anwendung die Strömung eines Gemischs aus siedendem Wasser und Wasserdampf in der Energietechnik und bei der Siedekühlung, und einer Mehrkomponenten-Zweiphasenströmung, zum Beispiel Wasser und Luft.
Im Allgemeinen strömen beide Phasen nicht mit derselben Geschwindigkeit im Rohr.
Mehrphasenströmungen werden eingeteilt in
- getrennte (separierte) Mehrphasenströmungen (z. B. Filmströmung) Die beiden Phasen sind nicht vermischt.
- diskontinuierliche Mehrphasenströmungen (z. B. Pfropfenströmung) ähnlich große Volumenanteile der einzelnen Phasen.
- disperse Mehrphasenströmungen, (z. B. Sprühströmung) bestehend aus einer kontinuierlichen Phase mit hohem Volumenanteil und aus dispersen Phasen in Partikelform.

## Arten von Mehrphasenströmungen
Je nach Geschwindigkeits- und Massenstromverhältnis der Phasen stellen sich verschiedene charakteristische Verteilungen der Phasen über den Querschnitt des Strömungskanals ein, die man auch Strömungsformen nennt. Die sich einstellende Strömung resultiert aus den in der Strömung herrschenden und an jeder der Phasen angreifenden Kräften.

### Gas – Flüssigkeit
Beim Erzeugen von Dampf aus Wasser in Kraftwerken oder bei chemischen Reaktionen treten solche Strömungen auf. Diese Gas-Flüssigkeits-Gemische treten in der Industrie häufig auf und sind deshalb gut untersucht.

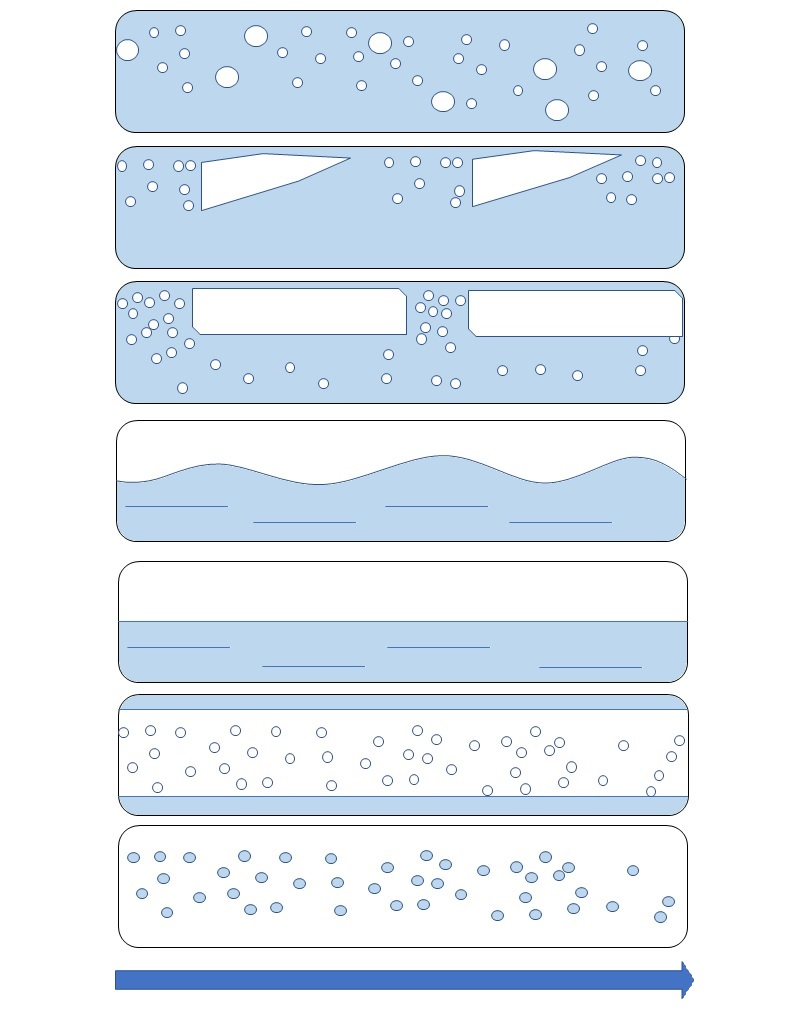
Horizontale Gas-Flüssigkeits Strömungen: Blasenströmung (oben), Pfropfenströmung, Schwallströmung, Wellenströmung, Schichtenströmung, Filmströmung und Nebelströmung (unten)

Heinz Brauer hat für die vorhandenen Strömungsrichtungen entsprechende allgemeingültige Phasenverteilungszustände dargestellt.
In der Blasenströmung ist die Gasphase gleichmäßig in der kontinuierlichen Flüssigphase dispergiert. Es kann davon ausgegangen werden, dass die Geschwindigkeit beider Phasen gleich ist (Schlupf = 1).
Kommt es zu einer Erhöhung des Gasanteils, so wachsen immer mehr Blasen zusammen und bilden Gaskolben, man beobachtet eine Kolbenblasen- oder auch Kolbenströmung.
Eine weitere Erhöhung des Gasanteils im horizontalen Rohr führt schließlich zur Schichtenströmung. Hierbei strömen Gas und Flüssigkeit getrennt nach ihrer Dichte geschichtet durch das Rohr, wobei kleine Blasen in der Flüssigkeit vorkommen können. Im vertikalen Rohr wird diese Strömungsform nicht beobachtet. Dies gilt auch für die Wellen- und die Butzenströmung, bei denen der Gasstrom eine Schubspannung auf die Flüssigkeit überträgt, die bei Annahme eines bestimmten Wertes Wellen hervorruft. Ab einem gewissen Gasdurchsatz erreichen einzelne Wellenberge eine so große Höhe, dass sie als Schwall durch das Rohr geschoben werden. Die Pfropfenströmung wiederum kommt im vertikalen wie im horizontalen Rohr vor. Gaspfropfen schieben sich durch das Rohr, die Flüssigkeit umgibt sie und bedeckt die Rohrwand. Bei sehr hohen Gasdurchsätzen bildet sich eine Filmströmung, auch Ringströmung genannt, aus. Die Flüssigkeit bildet nur noch einen Film an der Rohrwand. Meist strömt das Gas schneller als die Flüssigkeit (Schlupf > 1). Den äußeren Grenzfall der Zweiphasenströmung stellt die Nebel- oder Sprühströmung dar. Die Flüssigkeitstropfen sind homogen in der Gasphase verteilt.
Für ein aufwärts durchströmtes Rohr lassen sich in der Regel vier Hauptgruppen, nämlich Blasenströmung, Kolbenströmung, Ringströmung und Sprühströmung unterscheiden.

### Gas – Feststoff
Bei der pneumatischen Förderung von Granulaten, Getreide, Pulver, oder der Entstaubung treten solche Strömungen auf.
In der Verfahrenstechnik wird diese Strömung als Flugstrom bezeichnet.

### Flüssigkeit – Feststoff
Bei der hydraulischen Förderung von Sand, Kies, Schlamm oder auch beim Trennen von Abfall treten solche Strömungen auf.

### Drei- und Mehrphasenströmungen
Bei Gas-Flüssigkeits-Reaktionen die einen festen Katalysator benötigen, oder bei Gas-Öl-Wasser Gemischen treten solche Strömungen auf.

## Numerische Simulation
Um Mehrphasenströmungen zu berechnen, hat die Numerische Strömungsmechanik verschiedene Modelle entwickelt.
Modelle für disperse Mehrphasenströmungen:
- Euler-Euler Modell (jede Phase wird als ein Kontinuum betrachtet)
- Euler-Lagrange Modell (einzelne Partikelbeobachtung in der Strömung)
- Algebraisches Schlupf Modell
- Euler-Granular Modell

Modelle für separierte Mehrphasenströmungen:
- Volume-of-Fluid-Methode
- Niveaumengenmethode
- Arbitrary-Lagrangian-Eulerian-Methode